# Charles Manson
Charles Milles Manson (født 12. november 1934 som Charles Milles Maddox, død 19. november 2017) var en amerikansk forbryder og kultleder, der med "The Manson Family" beordrede mordene på Roman Polanskis gravide kone Sharon Tate og tre andre i 1969. 
Han blev i 1971 idømt livsvarigt fængsel og var til sin død indsat i Corcoran State Prison i Californien. Han fik afslag på 12 ansøgninger om prøveløsladelse. Manson fastholdt, at han ikke var involveret i mordene.
Inden livstidsdommen var han ven med musikere som Dennis Wilson fra the Beach Boys. Han fik selv udgivet flere album.

## Barndom
Manson var søn af den ugifte Kathleen Maddox og født på Cincinnati General Hospital i byen Cincinnati i Ohio. Hans mor gav ham først navnet ”no name Maddox,”, men tre uger efter fik han navnet Charles Milles Maddox.
Mansons opvækst var præget af moderens druk og fængselsophold. I 1939 blev han anbragt hos sin onkel og tante, mens hans mor afsonede en dom sammen med sin bror for røveri mod en servicestation i West Virginia. I 1942 blev Manson forenet med sin mor, hvorefter de boede på forskellige hotelværelser. I 1947 forsøgte Kathleen Maddox at sende ham på børnehjem, men alle steder var optaget, og han blev af retten anbragt på Gibault Drengeskole i Terre Haute, Indiana. Efter ti måneder her flygtede han og opsøgte sin mor, der afviste ham.

## De første lovovertrædelser
Med pengene fra et røveri mod en købmandsforretning kunne Manson leje et værelse. En række røverier, hvor han bl.a. stjal en cykel, endte med at han blev pågrebet og anbragt på et ungdomscenter i Indianapolis. Han flygtede efter én dag. Det førte til anbringelse i Boys Town, hvorfra han og en anden dreng flygtede efter fire dage. Parret begik to væbnede røverier på vej hjem til den anden drengs onkel. Efter endnu et røveri mod en købmandsforretning blev Manson 13 år gammel sendt på drengeskole i Indiana, hvor han senere påstod at være udnyttet seksuelt og mobbet. Efter flere mislykkede forsøg lykkedes det ham og to andre drenge at flygte i 1951. I Utah blev drengene pågrebet i stjålne biler på vej til Californien efter talrige røverier mod tankstationer. Han blev sigtet for at køre en stjålen bil over grænsen og blev sendt til Washington D.C.'s nationale træningsskole for drenge. På trods af fire års indskoling og en IQ på 121 (ved en tidligere lejlighed målt til en normal IQ på 109) var Manson uden uddannelse og antisocial.

## Første fængsling
I 1954 flyttede Manson igen ind hos sin mor i West Virginia. I januar 1955 giftede han sig med Rosalie Jean Willis. Tre måneder efter ankom han og hans gravide kone til Los Angeles i en bil, han havde stjålet i Ohio. Manson blev igen sigtet for at køre en stjålet bil fra stat til stat. Efter en psykisk evaluering fik han en prøvetid på fem år. Da han senere ikke dukkede op til en høring i Los Angeles om en sigtelse for et lignende forhold i Florida, fik han en fængselsdom i marts 1956. Hans betingede dom blev genoptaget, og han endte med at få tre år bag tremmer på Terminal Island i  Californien.
Charles Manson Jr., Mansons søn med Rosalie, blev født, mens Manson sad i fængsel. I det første år fik Manson jævnligt besøg af både sin hustru og mor, der nu boede sammen i Los Angeles. Men i 1957 ophørte Rosalies besøg, og moderen kunne meddele ham, at Rosalie havde fundet en anden mand, som hun var flyttet sammen med.
Efter et forsøg på at flygte mindre end to uger før høringen for prøveløsladelse, fik Manson endnu en betinget dom. Prøveløsladelsen blev afvist.

## Anden fængsling
Manson modtog i september 1958 sin betingede dom, og Rosalie bad om skilsmisse. I november var han alfons for en 16-årig pige og fik samtidig ekstra støtte fra en pige med velhavende forældre.
I september 1959 modtog han ti års betinget dom for at have forsøgt at hæve en forfalsket U.S. Treasury Check. Dommen var præget af en ung kvinde med en dom for prostitution, der i en tårestrøm fortalte retten, at hun og Manson var forelskede og ville gifte sig, hvis han blev frikendt. Hun hed Leona og var som prostitueret kendt som Candy Stevens. De giftede sig inden årets udgang, højst sandsynligt så hun ikke kunne vidne imod ham.
Efter at have taget hende og en pige fra Californien med til Mexico til prostitution, blev han stoppet og sigtet for brud på menneskerettighederne.[kilde mangler] Selv om han blev løsladt, mistænkte han efterforskningen for ikke at være tilendebragt. Da han forsvandt trods sin betingede dom, blev der rejst tiltale mod ham for at have ført kvinderne til Mexico i prostitutionsøjemed. Han blev arresteret, ført tilbage til Los Angeles og dømt til at afsone ti års fængsel. Sigtelsen for brud på menneskerettighederne frafaldt man senere.
Ved den årlige evaluering i 1961 oplystes det, at Manson havde "enorm trang til at påkalde sig opmærksomhed", en bemærkning, der blev gentaget i september 1964. I mellemtiden anmodede Leona i 1963 om skilsmisse. Her påstod hun at hun og Manson havde fået en søn, Charles Luther.
I juni 1966 blev Manson for anden gang overført til Terminal Island, som forberedelse på tidligere løsladelse. Den 21. marts 1967 havde han tilbragt mere end halvdelen af sit 32-årige liv i fængsel og andre institutioner. Fængslet var blevet hans hjem, og han anmodede, uden succes, om tilladelse til at blive. Han blev løsladt.

## Starten på "familien"
På løsladelsesdagen anmodede Manson om at flytte til San Francisco og fik tilladelse. Med lidt hjælp fra fængselsbekendtskaber fik han opstøvet en lejlighed i Berkeley. I fængslet havde han lært at spille elguitar af 1930'ernes bankrøver Alvin Karpis. Han overlevede ved at tigge og kom hurtigt til at kende Mary Brunner, en 23-årig studerende fra Wisconsin-Madison Universitetet, der arbejdede som bibliotekar på UC Berkeley. 
Ikke længe efter flyttede han ind hos Brunner og arrangerede, at andre kvinder kom og boede hos dem. Inden længe delte de Brunners lejlighed med 18 kvinder.
Manson indsatte hurtigt sig selv som guru i San Franciscos Haigth-Ashbury-distrikt, som i 1967's "Summer of Love" var hippiernes foretrukne kvarter. Med en filosofi, der inkluderede Scientologi, som han havde studeret i fængslet, havde han pludselig sin første gruppe tilhængere, hvoraf de fleste var kvinder.
Inden sommeren var ovre, klemte Manson og otte-ni af hans tilhængere sig ind i en gammel skolebus, som de havde renoveret i hippiestilen med brogede tæpper og puder i stedet for sæder og kørte nordpå mod Washington og derefter sydpå mod Los Angeles, Mexico og sydvestkysten, for at returnere til Los Angeles-området, hvor de slog sig ned i Topanga Canyon, Malibu og Venice, de vestlige dele af byen og landet.

## Wilson og Melcher
De begivenheder, der endte med mord, fandt sted i det sene forår 1968, da Dennis Wilson fra The Beach Boys samlede to tomlende Manson-piger op og tog dem til sit Pacific Palisades hus et par timer. På vej hjem næste morgen fra nogle natindspilninger blev Wilson modtaget i sin egen indkørsel af Manson, der kom inde fra huset. Yderst utilpas spurgte Wilson den fremmede, om han havde i sinde at skade ham. Manson forsikrede, at han på ingen måde havde intention herom og begyndte at kysse Wilsons fødder.
Inde i huset ventede der Wilson endnu en overraskelse i form af 12 fremmede, heraf de fleste piger. I de næste fem måneder, hvor antallet af medlemmer fordobledes, kostede familien, der havde gjort sig selv til en del af Wilsons husholdning, cirka $100.000. Også en stor medicinregning for helbredelse af gonorré.
Wilson betalte for studietid, indspilning af sange skrevet og fremført af Manson og introducerede Manson for sine bekendtskaber i entertainmentverdenen som Gregg Jakobson, Terry Melcher og Rudi Altobelli, der ejede et hus, som han lejede ud til skuespilleren Sharon Tate og hendes mand, Roman Polanski. Jakobson, der var imponeret over hele Manson-pakken, betalte også for at få indspillet Mansons materiale.

## Spahn Ranch
I august 1968, da Wilson og hans manager fjernede "Familiens" medlemmer fra hans hus, fik Manson arrangeret en base for gruppen på Spahns Movie Ranch, ikke langt fra Topanga Canyon ved Chatswoth. Ranchen havde tidligere været hjemsted for optagelser af westernfilm, men blev nu hovedsageligt brugt til ridning.
Familiemedlemmerne hjalp til på ranchen, mens Manson sørgede for at den næsten blinde ejer George Spahn lod dem blive. Til det fik han hjælp af Lynette Fromme, der optrådte som Spahns øjne, og andre piger, der betjente ham seksuelt. 
Charles Watson, der havde mødt Manson i Dennis Wilsons hus, tilsluttede sig snart familien. Charles Watson var blot en knægt fra Texas, der havde droppet High-school og havde fået et lift til Wilson. Watsons baggrund blev årsag til hans øgenavn "Tex".

## Helter Skelter
I de første dage af november 1968 installerede Manson familien midlertidigt på to forladte ranches i Death Valley. På Spahn Ranch besøgte Manson og Watson et gammelt bekendtskab fra Topanga Canyon, der introducerede Beatles' nye album "White Album" for dem.  Manson var besat af dem. På Mc Neil havde han fortalt de medindsatte som Alvin Karois, at han ville overgå gruppen i berømthed. Til familien sagde han, at Beatles var "sjælen" og "en del af uendeligheden".
Manson sagde, at spændingerne mellem sorte og hvide var voksende, og at de sorte snart ville rejse sig i protest. På en kold nytårsaften forsamledes Manson og familien om et stort bål, hvor Manson forklarede at den sociale tumult, han havde forudset, også var blevet set af Beatles. Han påstod at "The White Album" var en forudsigelse af netop disse hændelser, dog i kode. Han påstod, at albummet var dedikeret til Familien, der var blevet bedt om at bevare modet i den kommende katastrofe. I det tidlige januar flygtede familien fra ørkenens kulde, til et kanariegult hus i Canoga Park ved Spahn Ranch. Manson kaldte huset "Yellow Submarine", en Beatles-reference. Her forberedte familien sig på den kommende spådom, som rundt om lejrbålet var blevet døbt "Helter Skelter" efter sangen af samme navn.

## Tilfældigt møde med Tate
Den 23. marts 1969 marcherede Manson uden at være inviteret ind på 10050 Cielo Drive, som han vidste var hjemsted for Terry Melcher. Det var Rudi Altobellis ejendom, der nu lejedes af Sharon Tate og Roman Polanski. Manson blev mødt af Shahrokh Hatami, fotograf og ven af Tate, der var inviteret for at tage billeder af Tate, før hendes afgang til Rom dagen efter. Han så Manson gennem vinduet og gik ud for at spørge, hvad han ville. Da Manson fortalte Hatami at han ledte efter en person, hvis navn Hatami ikke genkendte, fortalte Hatami, at det nu var Polanskis adresse. Hatami rådede Manson til at kigge ned ad bagpassagen, hvor han mente at der var en gang til gæstehuset. 
Manson gik ned til Gæstehuset, vendte tilbage til huset et par minutter efter, og forlod adressen.
Samme aften vendte Manson tilbage til Gæstehuset, hvor han gik igennem den lukkede port. Han talte med Rudi Altobelli, der lige var kommet ud af badet. Selv om Manson spurgte efter Melcher, troede Rudi at han var ude efter ham, men Manson fik ham langt om længe overbevist. Altobelli fortalte Manson, at Melcher var flyttet til Malibu, men løj og sagde at han ikke kendte den nye adresse. 
Som svar på Mansons spørgsmål fortalte han, at han selv var i entertainment, selv om han var sikker på, at Manson allerede vidste det. Da Altobelli sagde, at han ville rejse udenlands dagen efter, sagde Manson, at han gerne ville snakke med ham når han kom tilbage. Altobelli løj og sagde at han ville være væk i mere end et år. Altobelli bad ham ikke forstyrre lejerne igen, og Manson forlod ejendommen. Dagen efter, da Altobelli og Tate fløj til Rom, spurgte Tate om ham den "Creepy-looking guy" var kommet tilbage til huset dagen før.
Den 18. maj 1969 besøgte Terry Melcher Spahn Ranch for at lytte til pigernes sang. Melcher arrangerede et besøg, hvor en ven medbragte en mobiloptager, men han indspillede ikke selv gruppen.
I juni bad Manson gruppen om at fortælle de sorte, hvordan de skulle starte "Helter Skelter". Da Manson satte Watson til at skaffe penge til at hjælpe familiens forberedelser til konflikten, snød Watson en sort narkohandler Bernard Lotsapoppa Crowe. Crowe svarede igen med en trussel om at tilintetgøre alle på Spahn Ranch. Den 1. juli 1969 skød Manson Crowe i hans Hollywood-lejlighed.[kilde mangler]